# Toyota 2000GT
Toyota 2000GT — японский заднеприводный двухместный автомобиль лимитированной серии.

## Разработка
К середине 1960-х компания Toyota, которая уже на тот момент приобрела известность, решила не ограничиваться малолитражными машинами и попытаться выйти на рынок спортивных автомобилей.
Однако в самой компании Toyota, чувствуя нехватку опыта в производстве спорткаров, решили поручить разработку автомобиля компании Yamaha, которая предложила использовать оставшийся невостребованным заказ Nissan и выставила его на Токийском автошоу 1965 года.

## Описание

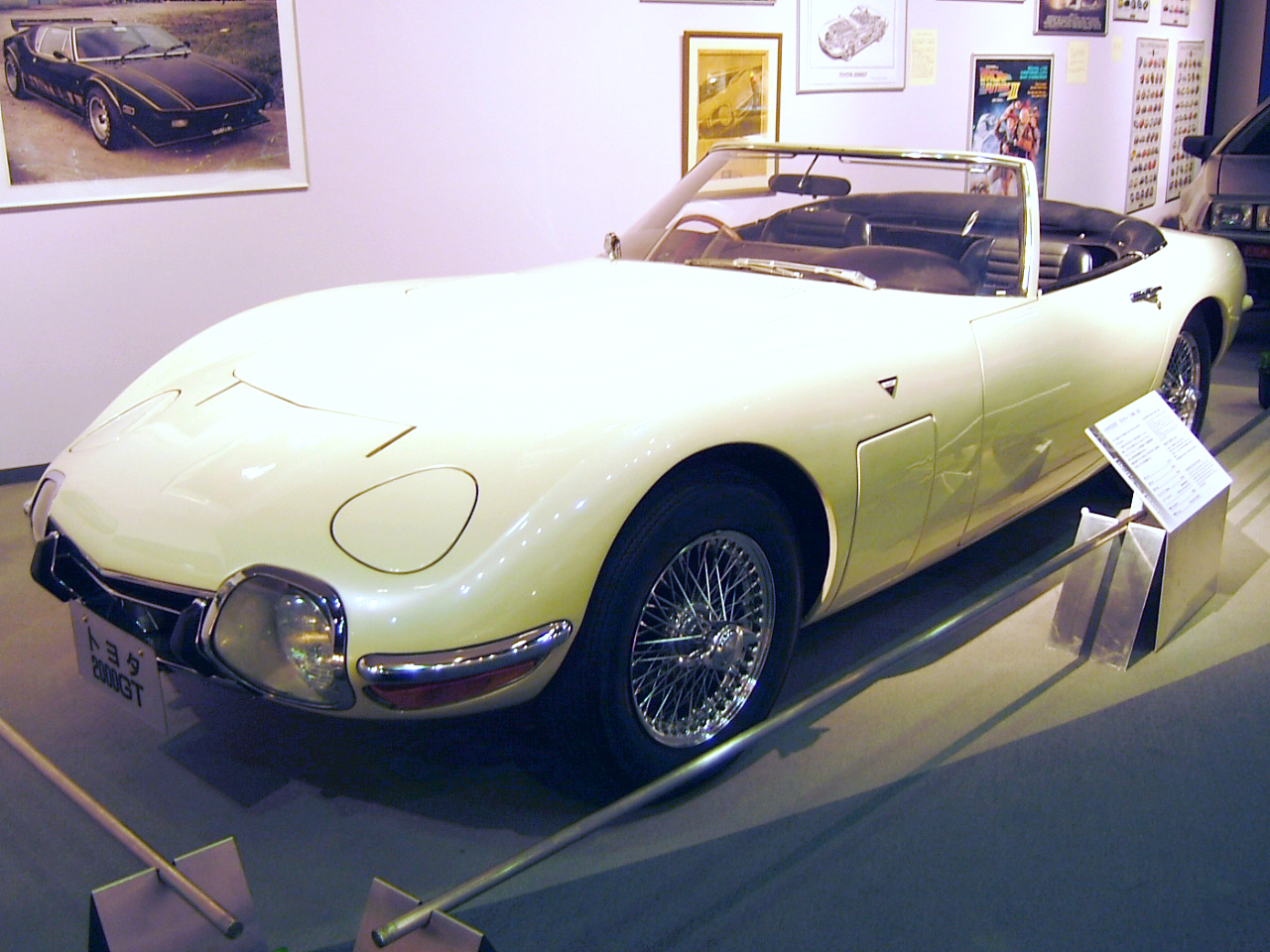
Машина из фильма «Живёшь только дважды»

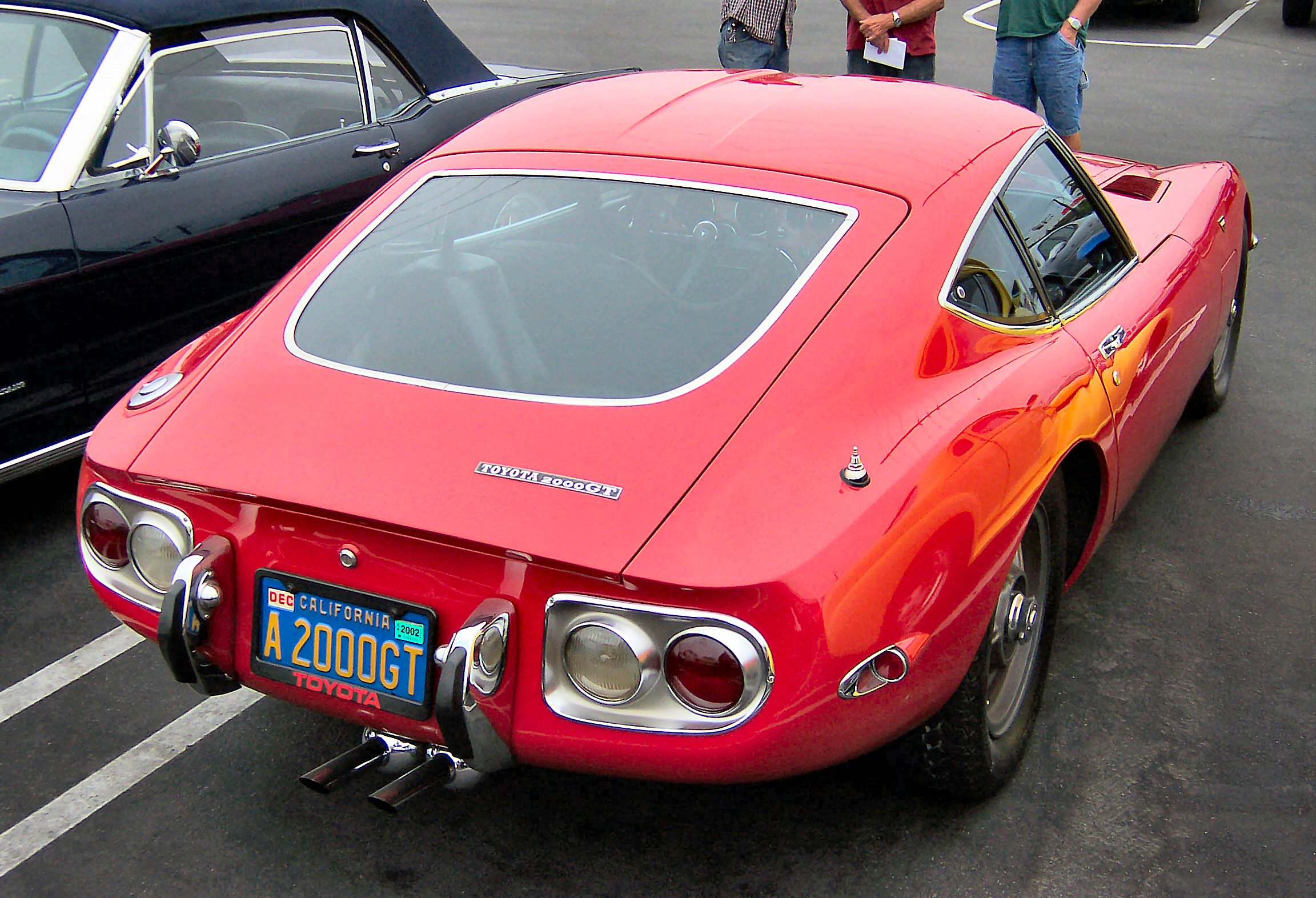
Вид сзади

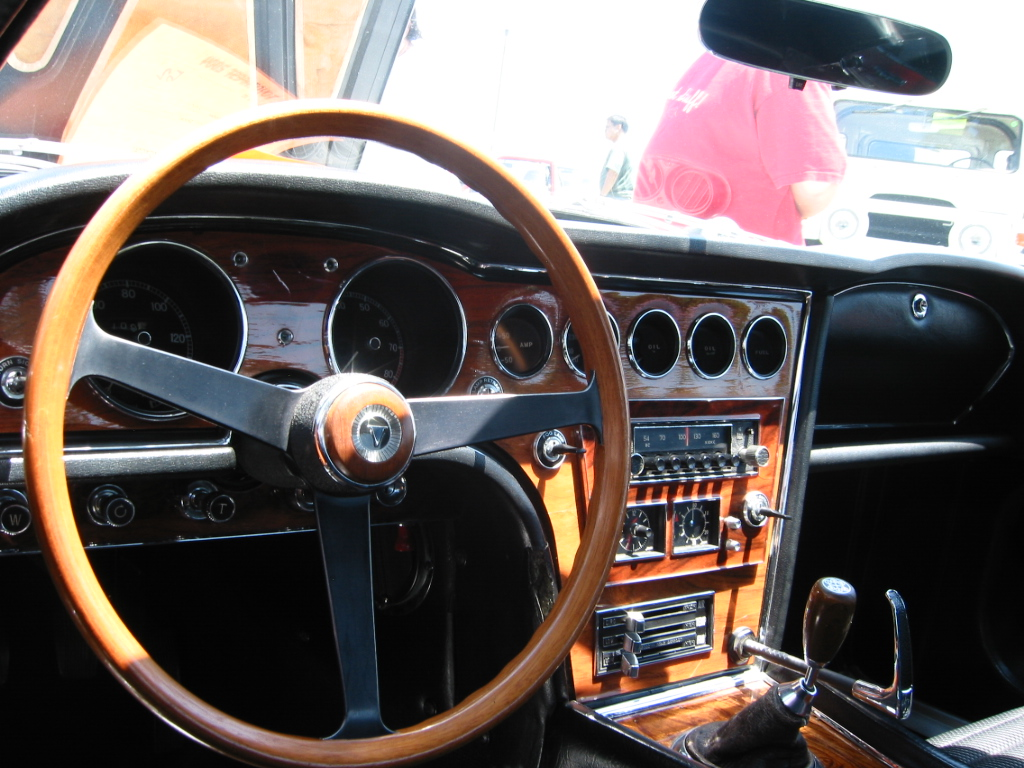
Приборная панель

Концептуальный автомобиль с обтекаемым экстерьером был встречен позитивно, и перед тем как модель вышла в серийное производство, было выпущено два специальных образца с открытым кузовом для съёмок фильма о Джеймсе Бонде в Японии — «Живёшь только дважды». Автомобиль водила в основном девушка Бонда, Аки (Акико Вакабаяси). Первые серийные модели попали к покупателям только в 1967 году по цене 6800 долларов США.
Выглядел автомобиль довольно «агрессивно»: широкий острый перёд с закрытыми прозрачными колпаками фарами по бокам, помимо них, была ещё дополнительная пара фар, которая выдвигалась из капота; лобовое стекло на высоких стойках плавно сужалось и заканчивалось острыми окнами треугольной формы над задними колёсами; вместо задних бамперов были два металлических выступа в форме клыков; округлая задняя светотехника и повторители поворотов были выполнены по краям задних крыльев и имитировали реактивные сопла; крупные колёсные арки и литые диски; радиаторные решётки в форме жабр и сдвоенные выхлопные трубы, находящиеся по центру задней части машины.
На хребтовую раму шасси установили независимую рычажно-пружинную подвеску, 5-ступечатую ручную коробку передач и двигатель от Toyota Crown с двумя распредвалами и выпускным коллектором с выходом на каждый цилиндр. 6-цилиндровый мотор имел объём 2 литра и позволял автомобилю разгоняться до 219 км/ч,  разгон 0-100 км/ч занимал 10,4 сек, время разгона 0-160 км/ч составляло 27,5 сек. Останавливалась машина при помощи дисковых тормозов на всех колёсах. В интерьере использовалась кожа и дерево, а на приборной панели было большое количество разнообразных указателей.
Специально для гонок была выпущена ограниченная серия машин с 2,3-литровым двигателем мощностью 200 л. с.
Toyota 2000GT продолжительное время оставалась самой быстрой машиной Японии, и компания даже предприняла попытку выйти на североамериканский рынок, предложив там автоматическую КПП. Однако в США было продано лишь 63 экземпляра, а в общей сложности за пять лет был выпущен 351 автомобиль: компания Nissan как раз начала выпуск своей модели 240z.